# Raimondo de Cardona (generale)
Raimondo Folch de Cardona, Barone di Bellpuig, Conte di Alvito e Duca di Somma (in catalano Ramon Folc III de Cardona-Anglesola; Bellpuig, 1467 – Napoli, 10 marzo 1522), è stato un generale spagnolo delle truppe della Lega Santa e viceré di Napoli dal 1509 al 1522.

## Biografia
Raimondo Folch de Cardona-Anglesola o Folch de Cardona fu 12° Barone di Bellpuig, dal 1515, 1°conte di (Oliveto) Alvito, Viceré di Sicilia dal 1507 al 1509 e Viceré di Napoli dal 1509 al 1522, Duca di Somma (Somma Vesuviana)
Figlio di Antonio de Cardona e Castellana de Requenses, erede di una delle più prestigiose famiglie catalane, seconda solo ai Conti di Barcellona, Raimondo de Cardona partecipò col grado di ammiraglio alla presa di Mers-el-Kébir (1505).
Di lui è stato anche detto che fosse figlio naturale dello stesso re Ferdinando II d'Aragona, almeno secondo lo storico Manuel Ballesteros Gaibrois nel volume Ramon de Cardona, colaborador del Rey Catolico en Italia (Madrid 1953), voce riportata dallo storico Jerónimo Zurita y Castro contemporaneo di Raimondo.

### Viceré di Sicilia
Nominato nel 1506 Viceré di Sicilia sotto Ferdinando II detto il Cattolico, il primo re della Spagna riunita sotto la sua corona con il suo matrimonio con Isabella I di Castiglia, Raimondo lo seguì a Napoli, dopo la morte di quest'ultima, per il matrimonio di Ferdinando con la nipote del re francese Luigi XII Germana de Foix nel 1506.
Con questo secondo matrimonio Ferdinando II acquisì anche il Regno di Napoli e nominò Raimondo Folch de Cardona viceré di Napoli nel 1509. Dal 1515, per volere dello stesso sovrano, visto il tradimento di Pietro Navarro, acquisì anche il titolo di conte di Alvito (Oliveto).

### Viceré di Napoli
Nominato viceré dopo il breve periodo di reggenza di un luogotenente generale, fu contornato dal sovrano da nobili a lui fedeli mentre al governo del Regno fu affiancato da un Consiglio Collaterale; inoltre il re gli impartì precise disposizioni cui attenersi sia in politica interna che in politica estera, in particolare per ciò che riguardava i rapporti con la Repubblica di Venezia.
Nel 1510 la decisione di introdurre l'Inquisizione Spagnola a Napoli, rivelatasi assai impopolare scatenò la rivolta della popolazione che portò all'annullamento della decisione mediante una risoluzione del sovrano; poco dopo una risoluzione fu attuata invece contro gli ebrei ai quali veniva richiesto il pagamento di un tributo per evitare l'espulsione.

Nel 1511 partì per il Nord Italia per impegnarsi nella spedizione che portò alla battaglia di Ravenna e il governo del Regno fu lasciato nelle mani della consorte Isabella che animò brillantemente la vita di corte.

### Generale della Lega Santa

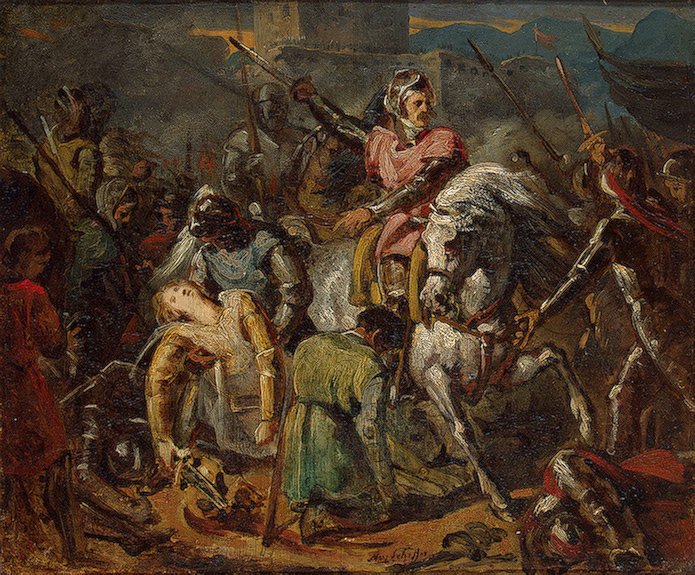
Battaglia di Ravenna, Morte di Gastone de Foix

Grazie alle sue doti di militare combatté nella Lega di Cambrai, e fu in seguito nominato capo dell'esercito della Lega Santa, che riunì nel 1511 le truppe di papa Giulio II, della Repubblica di Venezia, della Spagna e dell'Inghilterra contro la politica espansionistica del re di Francia nell'Italia del nord. Diretto nello Stato Pontificio per sedare la ribellione di Bologna contro il papa, de Cardona fu sconfitto dalle truppe francesi di Gastone de Foix, fratello della regina di Spagna, nella Battaglia di Ravenna dell'11 aprile 1512, una delle più sanguinose del periodo rinascimentale in Italia. I Francesi, nonostante la vittoria, furono costretti a ripiegare in Lombardia inseguiti dalle truppe della Lega Santa. Il generale de Cardona sconfisse i francesi nella battaglia di Novara ed entrò trionfalmente a Milano a capo delle sue truppe.

### Al servizio dei Medici

Ritratto di Isabella de Requesens (1518 ca.), di Raffaello Sanzio, conservato al Louvre di Parigi

Raimondo si trovò in Toscana nel 1512 per favorire il ritorno dei Medici a Firenze e con le sue truppe assediò Prato, che fu, in seguito, orribilmente saccheggiata per 21 giorni.
Le truppe imperiali di Raimondo si trovarono nel 1513 a fronteggiare Venezia, uscita prontamente dall'alleanza con il papa, e la Spagna. Presso Vicenza sconfisse le truppe veneziane di Bartolomeo d'Alviano nella Battaglia de La Motta (7 ottobre 1513). In seguito bombardò la laguna ma, dopo la morte di Giulio II (1513) e con l'arrivo del potente esercito francese di Francesco I, Raimondo Folch de Cardona fu richiamato a Napoli.
Dopo anche la morte di Ferdinando II (1516), con il suo successore Carlo V d'Asburgo, che riunì sotto il suo Impero Spagna, Germania, Napoli e Sicilia, Raimondo de Cardona mantenne l'incarico di Viceré di Napoli e fu nominato nel 1519, da Carlo V, grande ammiraglio del Regno di Napoli fino alla morte, avvenuta nel 1522.
Con il matrimonio con Isabella de Requesens acquisì il titolo di conte consorte di Palamós, di Trivento e d'Avellino nonché quello di barone di Calonge.
Dopo la sua morte il corpo di Raimondo Folch de Cardona fu traslato da Napoli nella città natale di Bellpuig (la baronia di Bellpuig fú eredità per parte femminile dalla casata degli Anglesola), la sua tomba, opera di Giovanni da Nola, è uno degli esempi più importanti di arte rinascimentale di tutta la Catalogna.

## Discendenza
Raimondo e Isabella ebbero un figlio:
- Fernando Folch de Cardona, 3º Duca di Somma che sposò Beatriz Fernández de Cordova dei Duchi di Sessa

Una sua figlia illegittima, Castellana Folch de Cardona o Catalina de Cardona (+ l'11 Maggio 1577), la Beata Caterina de Cardona, divenne una famosa eremita carmelitana, amica intima di Teresa d'Avila, dopo la morte fu proclamata venerabile dalla Chiesa cattolica, fú promessa in matrimonio nel 1532, all'età di 13 anni, a Don Ferrante o Ferdinando d'Aragona (+ nel 1542), Duca di Montalto.